# Gharbi (Kerkennah)
Pour les articles homonymes, voir Gharbi.
Gharbi ou Garbi (arabe : جزيرة غربي ou jazīra ḡarbiyy qui signifie « Île occidentale » en arabe) est l'une des deux îles peuplées de l'archipel tunisien des Kerkennah.
De forme grossièrement trapézoïdale, elle s'étire en diagonale sur quatorze kilomètres avec une largeur maximale de sept kilomètres. L'unique route asphaltée qui la traverse part du port de Sidi Youssef, embarcadère pour le ferry reliant les Kerkennah à Sfax, pour arriver au pont al-Kantara qui constitue l'entrée dans la deuxième île peuplée de l'archipel : Chergui.
Sa superficie d'à peu près 50 km2 est en grande partie occupée par une lagune. Son paysage caractéristique est celui d'une palmeraie clairsemée, de quelques vergers où sont plantés des oliviers et de la vigne. Un village est situé en son centre, Mellita, qui concentre environ le tiers de la population des Kerkennah soit 5 000 habitants. Un deuxième village est situé plus à l'est : Ouled Ezzedine.

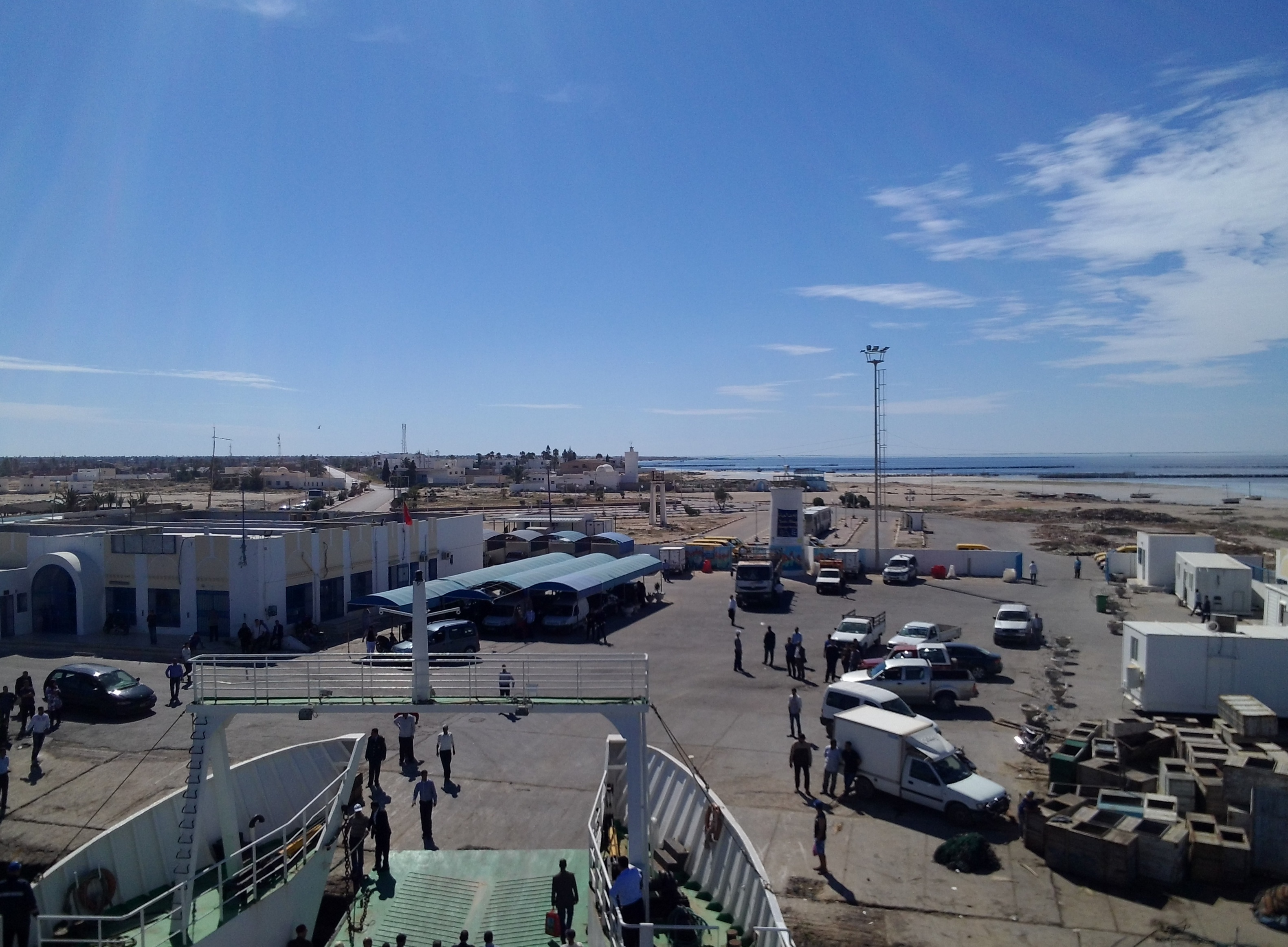
Débarcadère du bac à Sidi Youssef.
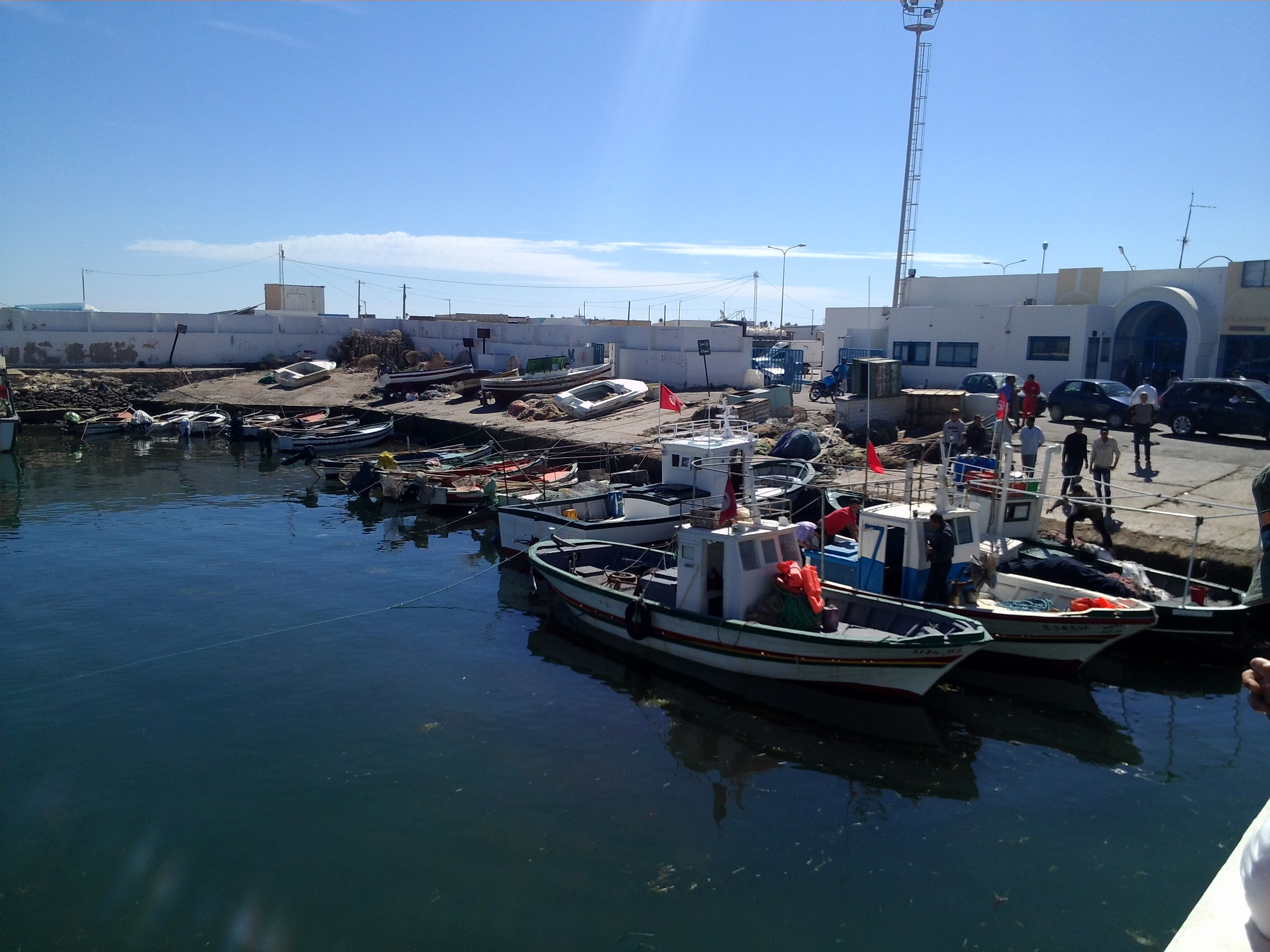
Bateaux de pêche dans le port de Sidi Youssef.
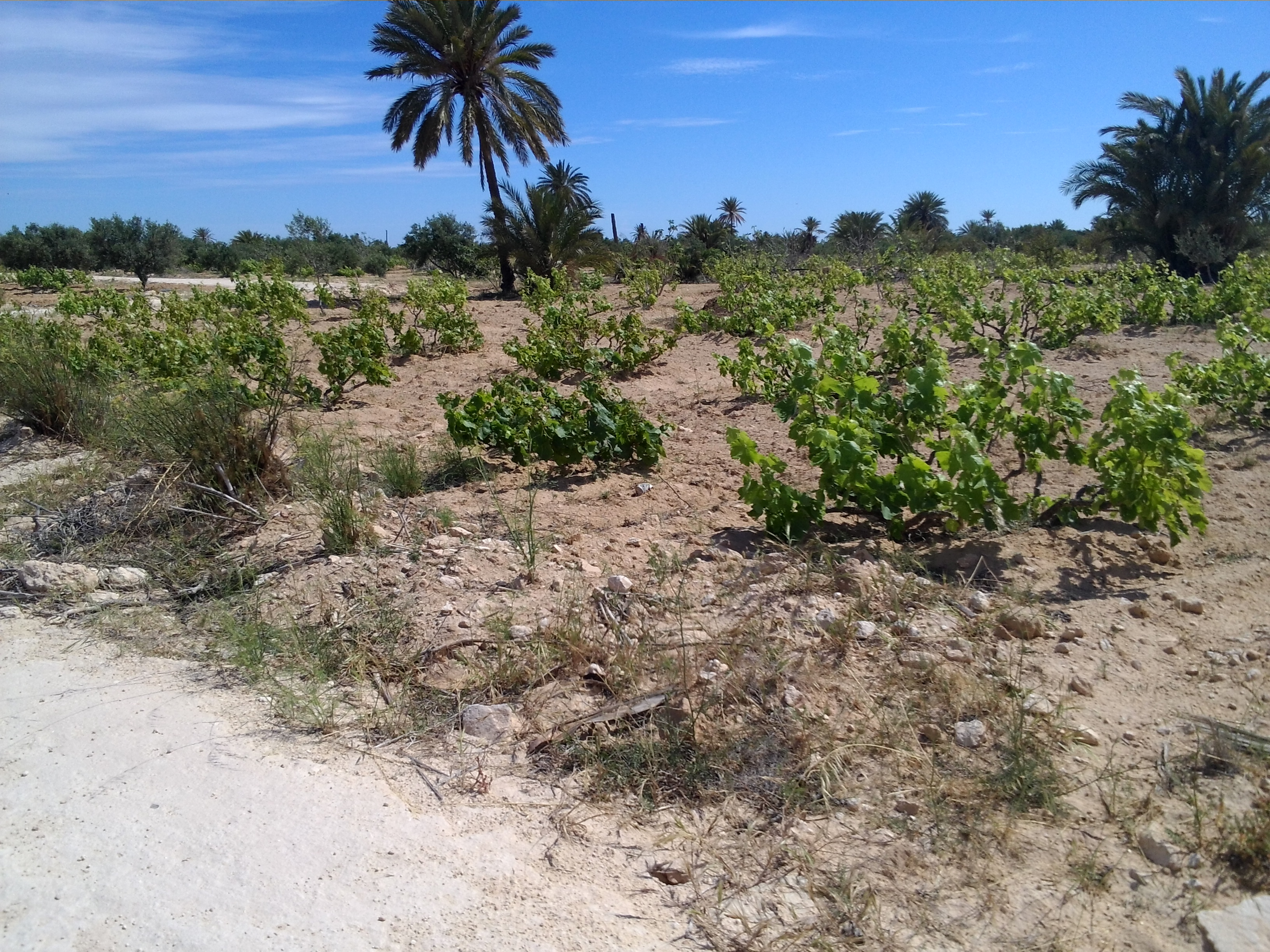
Paysage agricole.
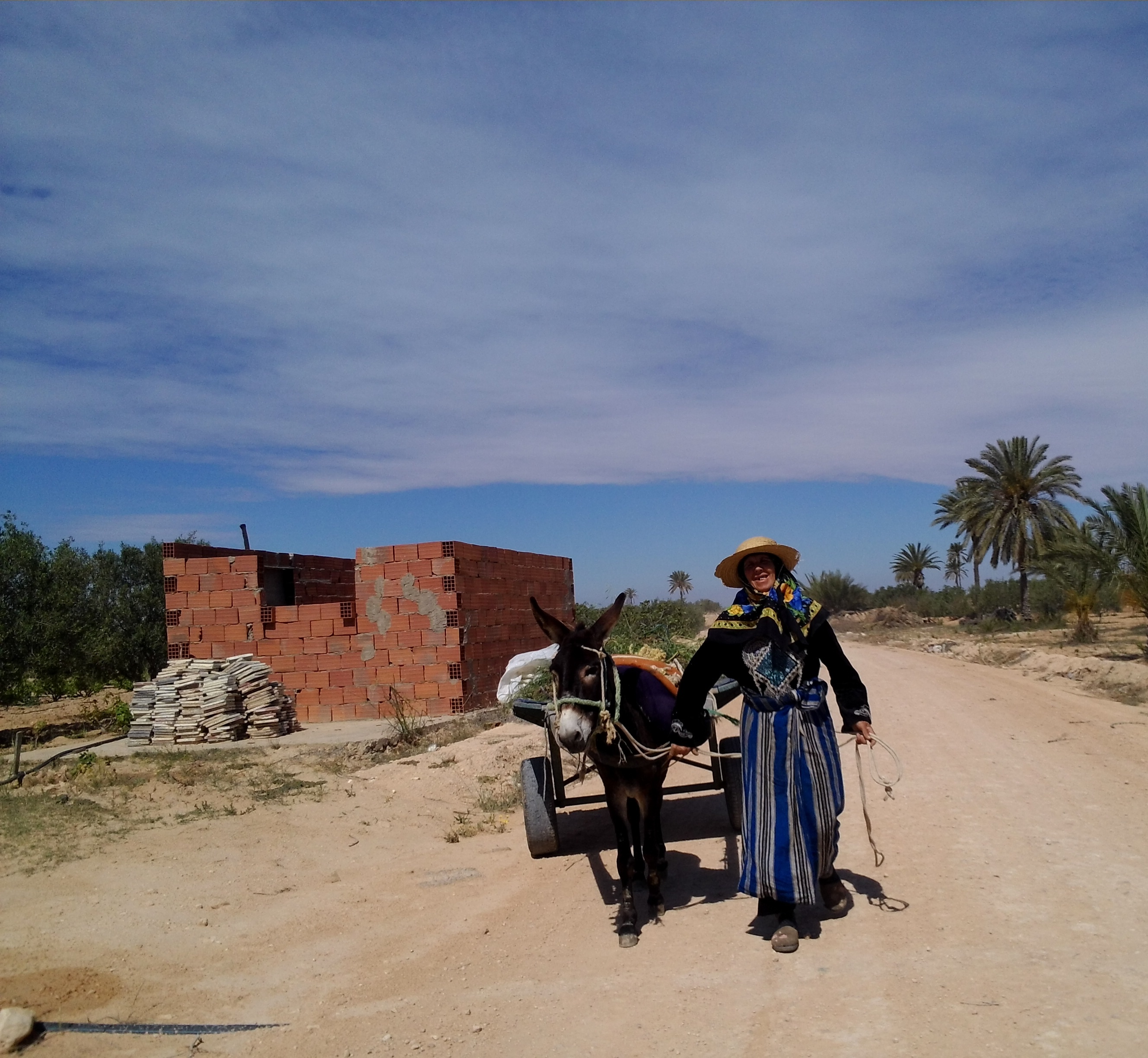
Femme accompagnée d'un âne.